# Ворик (Північна Дакота)
Ворик (англ. Warwick) — місто (англ. city) в США, в окрузі Бенсон штату Північна Дакота. Населення — 55 осіб (2020).

## Географія
Ворик розташований за координатами 47°51′10″ пн. ш. 98°42′21″ зх. д. / 47.85278° пн. ш. 98.70583° зх. д. (47.852801, -98.705900).  За даними Бюро перепису населення США в 2010 році місто мало площу 2,59 км², з яких 1,67 км² — суходіл та 0,91 км² — водойми.

## Демографія
Згідно з переписом 2010 року, у місті мешкало 65 осіб у 25 домогосподарствах у складі 18 родин. Густота населення становила 25 осіб/км².  Було 32 помешкання (12/км²).
Расовий склад населення:
| - 56,9 % — білих - 40,0 % — корінних американців - 1,5 % — осіб інших рас |

До двох чи більше рас належало 1,5 %. Частка іспаномовних становила 3,1 % від усіх жителів.
За віковим діапазоном населення розподілялося таким чином: 29,2 % — особи молодші 18 років, 57,0 % — особи у віці 18—64 років, 13,8 % — особи у віці 65 років та старші. Медіана віку мешканця становила 36,3 року. На 100 осіб жіночої статі у місті припадало 150,0 чоловіків;  на 100 жінок у віці від 18 років та старших — 130,0 чоловіків також старших 18 років.
Середній дохід на одне домашнє господарство  становив 62 090 доларів США (медіана — 45 417), а середній дохід на одну сім'ю — 50 093 долари (медіана — 45 000). За межею бідності перебувало 20,5 % осіб, у тому числі 0,0 % дітей у віці до 18 років та 42,9 % осіб у віці 65 років та старших.
Цивільне працевлаштоване населення становило 20 осіб. Основні галузі зайнятості: освіта, охорона здоров'я та соціальна допомога — 45,0 %, будівництво — 35,0 %, сільське господарство, лісництво, риболовля — 10,0 %, публічна адміністрація — 5,0 %.